# 尼古拉·谢格洛夫
尼古拉·米哈伊洛维奇·谢格洛夫（羅馬化：Nikolay Mikhaylovich Shcheglov；1960年3月16日—）是俄罗斯政治人物，第八届国家杜马代表。2012年，他获得医学副博士学位。
1985年至2003年，谢格洛夫在布良斯克市医院第二外科担任急诊外科医生。2003年至2015年任布良斯克中央区医院主任医师。2015年12月至2021年9月，谢格洛夫担任布良斯克州副州长。2021年9月起，他担任第八届国家杜马代表。
2021年，谢格洛夫在布良斯克州最具影响力的100人名单中排名第22位。

## 制裁
谢格洛夫于2022年因俄乌战争而受到英国政府和美国财政部制裁。